# Friedrich Bechina
Friedrich Bechina (ur. 1966 w Wiedniu) – duchowny katolicki, podsekretarz Kongregacja ds. Edukacji Katolickiej.

## Życiorys
W 1997 otrzymał święcenia kapłańskie. 
2013 został mianowany przez Benedykta XVI podsekretarzem Kongregacji ds. Edukacji Katolickiej.